# オスラー・ウェーバー・ランデュ病
オスラー・ウェーバー・ランデュ病（オスラー・ウェーバー・ランデュびょう、英: Osler-Weber-Rendu diease、オスラー・ウェーバー病とも）は、皮膚、粘膜、多発性無彩血管を主訴とする常染色体優性遺伝の疾患である。「繰り返す鼻出血」が特徴的な疾患である。遺伝性出血性毛細血管拡張症(hereditary hemorrhagic telangiectasia; HHT)とも呼ばれる。

## 疫学・疾患概要
ALK1およびTIE2遺伝子などの変異により、血管構築が維持できなくなり、拡張した毛細血管が形成される。それにより容易に出血を起こす。内臓病変では、肺動静脈瘻が6～20％と高率に発症し、肝血管奇形、脳血管奇形を認める。
発症率は、10万人に1人の割合で発症する。